# Le Tournoi de Chauvency
 (septembre 2013).
 (mai 2020).

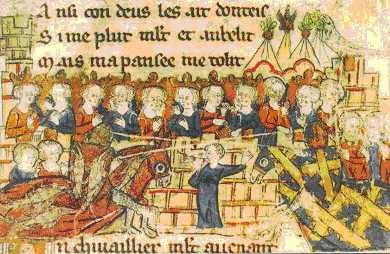
Le Tournoi de Chauvency en 1285.

Le Tournoi de Chauvency est un poème du Moyen Âge, signé du nom du trouvère Jacques Bretel et dédicacé au comte Henri IV de Salm, qui raconte les festivités données par le comte, Louis V de Chiny, en octobre 1285, dans le petit village de Chauvency-le-Château, proche de Montmédy.
Pendant six jours, plus de cinq cents chevaliers vont se défier dans des joutes et au cours de la mêlée d'un tournoi.
Jacques Bretel brosse ici le tableau de la vie que mène la noblesse, à l'occasion d'un événement festif et social de première importance en cette fin de XIIIe siècle,.

## Description
Ce poème en vieux français est composé de 4500 lignes.

## Lieu de conservation
Il existe plusieurs exemplaires connus de ce poème.
- Une version complète et illustrée de 15 miniatures datant du XIVe siècle conservée à la Bibliothèque Bodléienne de l'université d'Oxford.
- Une version de 111 folios, au titre de Les Sept sages de Rome de Marques de Rome, conservée à la bibliothèque centrale de l'université de Mons[3].
- Des fragments datant de la même période sont conservés à la Bibliothèque Municipale de Reims.
- Une copie effectuée par J.J. Chiffet réalisée en 1650 est conservée à la Bibliothèque Laurentienne de Florence[4].

## Contexte historique, politique, géographique et linguistique du Tournoi
Le tournoi se tient juste aux limites de la France et de l'Allemagne, à la frontière des langues romanes et des dialectes germaniques. Les territoires de Montmédy et Chauvency-le-Château sont terres d'Empire et relèvent alors de Rodolphe de Habsbourg... même si, après le Grand Interrègne, chaque petit prince se considère un peu, chez lui, comme le seul maître.
Une fois passé, plus à l'ouest, le pont qui enjambe la Meuse sous les remparts de Sathenay (aujourd'hui Stenay, à 9 km à vol d'oiseau), c'est le royaume de France, administré par un roi bien plus autoritaire et bien plus fort, qui règne sur l'état le plus puissant et le plus peuplé d'Europe.
Après Philippe Auguste, Louis IX de France, et bientôt Philippe le Bel, le prestige de la France est immense. Le style français (appelé plus tard gothique) rayonne partout. Et la seule langue qui se parle et s'écrive dans les sociétés cultivées (en dehors du latin), y compris pour raconter les merveilles du monde (Marco Polo), est le français.
Les comtes de Flandre, pas plus que les comtes de Luxembourg, n'étaient capables de comprendre et de parler les dialectes de leurs sujets. Aussi n'est-il pas étonnant que toute la chevalerie lorraine, allemande, flamande ou anglaise, réunie à Chauvency, ne parle qu'une seule et même langue : le français.
C'est ce français que Jacques Bretel va faire briller de tous ses feux dans son beau reportage poétique, jusqu'à nous en faire oublier l'Allemagne !

## Armorial des Blasons du Tournoi de Chauvency
Les miniatures du manuscrit d'Oxford présentent des chevaliers aux prises lors des joutes ou de la mêlée du tournoi. Ils sont facilement identifiables grâce à leurs armes peintes sur leur écu ou bouclier. Cependant, de son côté, dans son reportage, Jacques Bretel décrit plusieurs fois des blasons. Il cite de nombreux seigneurs qu'on retrouve également dans les armoriaux contemporains de cette fin du XIIIe siècle : ainsi dans l'Armorial du Héraut Vermandois (réalisé un peu avant 1285) sont regroupés par régions de nombreux chevaliers présents à Chauvency. L'armorial Wijnbergen (des années 1265-1270) cite aussi ces mêmes noms, salués par Bretel lors de ces fêtes, et nous confirme les identités et les origines des personnalités que le héraut Bruiant avait présentées à notre trouvère lors de son arrivée dans le château de Gérard de Looz, frère du comte de Chiny.
Il y avait plus de 500 chevaliers réunis à Chauvency ! Bien sûr, Bretel ne cite pas tous les invités de la fête et ne présente pas tous les seigneurs en lice ou sur le champ de bataille. Dans cet armorial reconstitué à partir de documents d'époque, ne sont cités que les noms auxquels Bretel fait allusion dans son reportage poétique... ou que les chevaliers d'une même famille, susceptibles d'avoir été ensemble à Chauvency, car présentés en groupe dans d'autres armoriaux à l'occasion d'autres réunions lors d'évènements antérieurs. Ces chevaliers d'un même clan familial portent le même blason qu'ils différencient par des brisures, qui permettent de les reconnaître et de les distinguer.
REMARQUE : l'Armorial est pour l'instant incomplet et inachevé. Il connaîtra encore bien des modifications. Les blasons présentés font référence à des noms cités par Jacques Bretel dans son reportage (que les chevaliers soient présents ou non) : ainsi Bretel parle du roi d'Allemagne, du roi de Bohème ou du puissant duc Ferri qui ne sont pas à Chauvency (mais leurs blasons apparaîtront ici pour qu'on ait une idée de leurs armoiries)... ou ailleurs il fait allusion à Renaud de Dammartin qui tint Boulogne (et mort depuis longtemps) dont le blason sera également présenté ici (puisque Renaud de Trie en reprend les couleurs sur ses armes). On devine la présence d'autres chevaliers (ou de membres du même clan) uniquement par leur cri d'armes (exemple Passavant) ou par leur représentation sur les miniatures (exemple Gouhenans ?), mais il n'y a aucune certitude sur une personne précise dans ce cas. Il va de soi que les dames ou demoiselles seront représentées par leur blason familial d'origine : ainsi les deux sœurs Isabelle et Jeanne de Quiévrain, qui ont épousé les deux frères Geoffroi et Thomas d'Âpremont, seront représentées par les armoiries de Quiévrain.
Dans cet armorial se trouvent des personnages directement cités par Bretel, mais aussi d'autres appartenant à leur entourage et qui y ont donc probablement participé.

### Rois et ducs
- Rodolphe de Habsbourg, roi d'Allemagne et empereur des Romains
- Ottakar II, roi de Bohême
- Ferri III, duc de Lorraine : d'or à la bande de gueules chargée de 3 alérions d'argent.
- Jean Ier de Brabant  : de sable au lion d'or armé et lampassé de gueules.[réf. nécessaire]

### Chevalerie de Lorraine
- Thiébaut II, comte de Bar  : d'azur à 2 bars d'or adossés accompagnés de croisettes recroisettées au pied fiché de même.
- Henri de Bar, son fils  : mêmes armes, brisées d'un lambel de 4 pendants de gueules.
- Jean de Bar, autre fils  : mêmes armes, à la bordure de gueules endentée.
- Jeanne de Bar, sœur de Thiébaut II et de Marguerite, veuve de Ferry de Blâmont, mère d'Henri de Blâmont, épouse de Louis V de Looz, comte de Chiny.
- Louis V de Looz, comte de Chiny  : de gueules semé de croisettes d'or, à 2 bars d'or.
- Gérard de Looz, seigneur de Chauvency  : burelé d'or et de gueules de 10 pièces au lambel d'azur à 3 besants d'argent sur les pointes.
- Henri V, comte de Luxembourg  : burelé de 14 pièces d'argent et d'azur, au lion de gueules couronné d'or brochant.
- Margot (ou Marguerite) de Luxembourg, fille d'Henri le Blond, sœur d'Henri le Lion et de Waleran.
- Yolande de Luxembourg, fille d'Henri le Blond, sœur d'Henri le Lion et de Waleran[réf. nécessaire].
- Henri le Lion de Luxembourg  : burelé de 14 pièces d'argent et d'azur, au lion de gueules brochant.
- Waleran de Luxembourg, seigneur de Ligny  : burelé de 10 pièces d'argent et d'azur, au chef d'or, au lion de gueules brochant.
- Waleran de Fauquemont  : d'argent au lion de gueules la queue fourchée passée en sautoir, couronné d'or et lampassé d'azur.
- Geoffroy d'Esch  : burelé de 10 pièces d'argent et de gueules.
- Perrine d'Esch, nièce de Geoffroi  : burelé de 10 pièces d'argent et de gueules.
- Conon d'Ouren  : de gueules à la croix ancrée d'or.
- Henri IV de Salm  : de gueules semé de croisettes recroisetées au pied fiché d'or à 2 saumons d'argent adossés.
- Ferry de Salm-en-Vosges, sire de Blâmont, porte, en 1248, les armes de Salm avec croisettes.
- Thomas de Blâmont, homme d'Église, vidame de Reims et princier de Verdun, puis évêque de Verdun (1303-1305). (blason non réalisé).
- Henri de Blâmont  : de gueules à 2 saumons d'argent adossés.
- Raoul de Baissy (Béchy ?)  : de gueules à la face d'argent.
- Robert de Baissy  : de gueules à la fasce d'argent, brisé d'un lambel de 5 pendants d'azur.
- Jean, fils de Geoffroi de Rosières  : d'or à 7 losanges de sable.
- Jean, fils de Brun de Rosières  : mêmes armes au lambel (4) de gueules.
- Jean de Bauffremont  : vairé d'or et de gueules.
- Huart de Bauffremont  : mêmes armes, brisées d'une cotice de sable.
- Perrat de Bauffremont  : mêmes armes, brisées d'une cotice d'azur.
- le seigneur de Florange  : d'or au lion de sable, à la bordure de gueules.
- Hèble de Florange, épouse de Jacques de Boinville, et mère de Jeannette de Boinville.
- Jeannette de Boinville (blason non réalisé).
- Jean l'Ardennais, seigneur de Florenville.
- Agnès de Florenville, née de Strépy, belle-fille d'Isabelle de Chiny, épouse de Jean l'Ardennais (blason non réalisé).
- Madame de Florenville, née Isabelle de Chiny, épouse d'Othon III de Trazegnies, sœur de Jeanne et d'Agnès, tante de Gérard de Looz et de Louis V comte de Chiny, mère de Jean l'Ardennais.
- Conflans  : d'azur semé de billettes d'or au lion du même.
- Eustache IV de Conflans  : mêmes armes brisées d'une cotice de gueules.
- Hugues III de Conflans  : mêmes armes, à une bande de gueules chargée de 5 coquilles d'argent.
- Agnès de Commercy, sœur de Jean de Commercy, belle-sœur de Mahaut d'Âpremont.
- Gobert VI d'Âpremont.
- Gobert VII d'Âpremont.
- Geoffroy III d'Âpremont  : de gueules à la croix d'argent.
- Jeanne d'Âpremont, sœur de Geoffroy, Thomas et Mahaut, épouse de Ferri de Linange.
- Mahaut d'Âpremont, sœur de Geoffroy, Thomas et Jeanne, épouse de Jean de Commercy.
- Hugues Beckars de Maizey  : de gueules au chevron d'or.
- Régnier de Creuë  : d'or à la croix de sable.
- Robin de Watronville  : d'or à la croix de gueules.
- Erard de Watronville  : d'or à la croix de gueules, brisé d'un lambel de sable.
- Aubert d'Ornes  : d'argent à 5 anneaux de gueules /en sautoir /ou : d'argent à la bande coticée de sable à 5 anneaux de gueules.
- Jacques d'Ornes  : mêmes armes, brisées d'un lambel d'azur à trois pendants chargés chacun de 3 besants d'or.
- Millet de Thyl  : de gueules à 3 anneaux d'argent.
- Jean de Muraut ou Murauvaux (blason en cours de réalisation).
- le seigneur de Gevigni ou Gviwini (Juvigny).
- Colart de Cumières : d'or à la fasce d'azur à 3 anneaux de gueules en chef.
- Guyart de Neuville (blason en cours de réalisation).
- Alice de la Neuveville (Neuville ?) (blason non réalisé).
- Lermite de Sathenay (Stenay).
- Henri de Briey  : d'or à 3 pals de gueules.
- Ouri de Briey, seigneur de Landres  : d'or à 3 pals de gueules, brisé d'un lambel de 4 pendants d'azur.
- le seigneur d'Avillers  : de sable à la croix d'or accompagnée au premier canton d'une fleur de lis du même.
- Jeanne d'Avillers.
- Geoffroy Roufous de Neuville  : d'argent à la croix de gueules, brisé d'un lambel de 4 pendants d'azur.
- Espaulars de Cais  : d'or à la croix de sable, sur le tout, de Geoffroy de Neuville, son frère.
- Raoul de Louppy  : de gueules à 5 anneaux d'or / en sautoir.
- Aëlis de Louppy : épouse de Waleran de Géroldseck.
- Ferri de Chardogne  : de gueules à 5 anneaux d'or /en sautoir, au lambel d'azur.
- André d'Amance  : d'argent à la fasce d'azur, accompagné d'un lion passant de gueules au canton dextre du chef.
- Wichart d'Amance  : d'argent à la fasce d'azur au lambel de 5 pendants de gueules.
- Adam d'Amance  : d'argent à la fasce d'azur à une burelle vivrée de gueules en chef.
- Ferry de Sierck  : d'or à la bande de gueules chargée de 3 coquilles d'argent.

### Chevalerie de Rhénanie-Palatinat
- Linange (Leiningen en Rhénanie-Palatinat) :  d'azur à 3 aiglettes d'argent membrées et becquées d'or.
- Friedrich de Linange :  mêmes armes, le champ semé de croisettes d'or.
- Emich de Linange, comte de Dagsbourg (Dabo) :  d'argent au lion de sable à la bordure de gueules.
- Roger ou Rüdeger de Munsheim (aujourd'hui Monsheim). (blason non réalisé).

Dans un acte daté de '1281 März 14', apparaissent... 'die Grafen Friedrich von Liningen... Rüdeger von Munsheim... Emercho von Liningen, milites...
Actum apud Aschaffenburg 1281 feria 6 post diem beati Gregorii.'
Ces trois seigneurs se retrouvent donc ensemble ici aussi à Chauvency.

### Chevalerie d'Alsace
- Conrad Wernher de Hattstatt :  d'or au sautoir de gueules.
- Conradin de Hattstatt :  mêmes armes, accompagné d'une molette de sable en chef.
- Conon de Bergheim (cf. Wasenbourg > Cunon de Bergheim) :  d'or à la croix de gueules.
- Ernoult de Bergheim :  mêmes armes accompagné d'une étoile de sable au canton dextre du chef et au lambel d'azur brochant.
- Waleran de Geroldseck :  d'argent au lion d'azur armé et lampassé de gueules.

### Chevalerie de Flandre
- Gui de Dampierre, comte de Flandre et de Namur :  d'or au lion de sable armé et lampassé de gueules.
- Philippe de Flandre, cinquième fils du comte de Dampierre : (blason encore non réalisé).
- le Châtelain de Bergues :  d'or au lion de gueules.
- Gautier de Hondschoote :  d'hermine à la bande de gueules chargée de trois coquilles d'or posées en pal.
- Thirry de Hondschoote :  d'hermine à la bordure endentée de gueules.
- Pierre de Hondschoote :  d'hermine à la bordure de gueules.

### Chevalerie du Hainaut
- Jean Ier de Hainaut, né Jean II d'Avesnes, (1248 † 1304), comte de Hainaut, de Hollande et de Zélande :  d'or à 4 lions rampants, 1&4 de sable, 2&3 de gueules. C'est le frère de Florent de Hainaut.
- Florent de Hainaut (blason non réalisé).
- Béatrice d'Avesnes, épouse de Henri le Lion de Luxembourg :  bandé d'or et de gueules de 6 pièces.
- Isabelle de Quiévrain, épouse de Geoffroi d'Âpremont ; nièce de Gérard de Looz et du comte de Chiny :  d'or au chef bandé d'argent et de gueules de 6 pièces.
- Douai :  de sinople au chef d'hermine.
- Baudoin d'Obréchicourt :  de sinople au chef d'hermine à la bordure endentée de gueules[5].
- Guillaume de Haussy :  d'or au lion de gueules.
- Sandroi de Haussy :  mêmes armes, brisées d'un lambel de 4 pendants d'azur.
- Robert de Montigny :  de sinople au lion d'argent au lambel de gueules.
- Le Blond de Montigny :  mêmes armes, au lambel de gueules à 3 besants d'or.
- Érard de Montigny :  mêmes armes, au bâton de gueules.
- Symars de Lalaing :  de gueules à 10 macles d'argent.
- Symon de Lalaing :  mêmes armes au lambel d'azur besanté d'or.
- Gautier de Ligne :  d'or à la bande de gueules.
- Fastre de Ligne :  mêmes armes, au lambel d'azur.
- Mobrieux de Ligne :  mêmes armes, au lambel d'azur à 3 besants d'argent sur chaque pendant.

### Chevalerie d'Artois
- Huart, seigneur de Bazentin :  d'azur semé de fleurs de lis d'argent /ou d'azur à 3 lis d'argent.
- Simon Boullès de Fléchin :  fascé d'or et de sable de 8 pièces, brisé d'un lambel de gueules.

### Chevalerie de Bourgogne
- Aymon de Faucogney :  d'or à 3 bandes de gueules.
- Hugues d'Annegray (blason non réalisé).
- Milon de Ronchamp (blason en cours) :  de gueules à 3 cotices d'or (les Ronchamp sont une branche de la famille Faucogney avec le même blason aux couleurs inversées).
- Girard de Saint-Remy (blason non réalisé).
- Philippe de Saint-Remy (blason non réalisé).
- Perrart de Grailly :  d'or à la croix de sable chargée de 5 coquilles d'argent.
- Étienne d'Oiselay, seigneur de La Villeneuve :  de gueules à la bande vivrée d'or.
- Jean d'Oiselay, seigneur de Flagy.
- Simon de Moncler (ou Moncley ?) :  d'argent à une clé de gueules de champ.
- Wichart (?) ou Renaud (?) de Passavant :  d'hermine à une clé de gueules de champ.
- le seigneur de Gouhenans (?) :  d'azur à la croix engrelée d'or.

### Chevalerie de France
- Renaud de Dammartin, comte de Boulogne (blason en cours de réalisation)
- Mathieu de Trie :  d'or à la bande d'azur.
- Renaud de Trie :  d'or à la bande componée d'argent et d'azur bordée de gueules.
- Billebaut de Trie :  d'or à la bande componée d'argent et d'azur.
- Jean Porré :  de sable à 3 jumelles d'or.

### Chevalerie du Berry et du Sancerrois
- Étienne II, comte de Sancerre (blason pas encore réalisé).
- Jean de Prie :  de gueules à 3 tiercefeuilles d'or.

## Cris d'Armes
Pour la chevalerie du Moyen Âge, le cri d'armes ou cri de guerre est aussi important que le blason. On crie généralement le nom de sa famille, ou le nom de la maison dont on est issu, ou le cri de la bannière pour laquelle on combat (ce mot désignant aussi bien le drapeau que la troupe de combattants, les vassaux, regroupés sous les couleurs de la bannière, portée par le seigneur banneret).
À Chauvency, le cri annonce le chevalier qui arrive et se met sur les rangs au champ de joute : ce sont généralement les hérauts d'armes qui font le cri lorsque les jouteurs entrent en lice pour s'y affronter ou après la passe d'armes pour les exalter. Il est également poussé avec vigueur par les combattants pour s'encourager dans le feu de l'action, juste avant le choc des lances, ou parfois, après la rencontre, en signe de triomphe ou de satisfaction.
Avant la mêlée du tournoi, les cris d'armes sont proclamés ('huchés' dit Bretel) et, au cours des affrontements, ils sont hurlés par les cavaliers qui en viennent aux prises. Les hérauts, qui commentent les exploits, les répercutent aussi à tout instant. Enfin, dans la nuit tombante et les ténèbres, cette clameur est le seul moyen de ralliement et de reconnaissance.
En principe, seul le seigneur prédominant, l'aîné de famille, a le droit de porter le nom, les titres, les armes pleines, et de crier le cri de guerre de la race ou lignée. Les cadets, ou puînés, doivent changer de nom, modifier les armoiries avec des brisures, et, naturellement modifier aussi le cri d'armes.
'Amance !' cri d'André et Wichart d'Amance. Ce dernier, à son entrée en lice, est présenté aussi au cri d'armes : 'Amance à Wichart !'... Il est à remarquer que, dans les miniatures du manuscrit d'Oxford, Wichart ne porte pas ses armoiries mais joute sous les couleurs de son frère !
'Âpremont !' cri de Joffroi d'Âpremont, demeurant à Dun, près de Chauvency.
'Baissy !' cri de Raoul de Baissy, peut-être seigneur de Béchy (?), qui arrive à Chauvency dans la suite du comte de Blâmont. Raoul et Robert de Baissy sont présents dans l'Armorial de Wijnbergen (manuscrit datant des années 1270-1285), en compagnie des seigneurs de Verny et d'Augny, ainsi que d'autres chevaliers de Lorraine, qu'on retrouve ici à jouter et à tournoyer.
'Bauffremont !' cri de Pierre de Bauffremont, que Bretel appelle également Pierre de Removille. Redoutable jouteur, qui frappe et claque ici son adversaire, comme une vraie brute, ce Beauffremont est aussi présent au tournoi de Ham, en 1266, et à celui de Bar-sur-Aube, en 1294, où il blesse mortellement le duc de Brabant, vainqueur des Luxembourg à Worringen.
'Bazentin !' cri d'Hugues de Bazentin, chevalier appelé aussi 'celui de Héface'. Ce seigneur avait organisé, en 1266, avec Albert de Longueval, le tournoi de Ham, décrit et mis en vers par Sarrazin.
'Beaurain !' cri de Colart de Cumières.
'Blâmont !' cri de Henri de Blâmont, beau-fils du comte de Chiny. C'est lui qui ouvre les hostilités du tournoi, criant (selon le manuscrit de Mons) 'Salm ! Salm !'
'Boulogne !' cri de Renaud de Trie.
'Briey !' cri de Henri de Briey. Le cri de son frère, Ourry de Briey, n'est pas mentionné au cours du tournoi. Il faut encore remarquer que Bretel (qui connaît très bien cette famille, qui l'honore de son amitié et de sa protection) proclame aussi la devise des Briey  Diex me conduie (Diex=Dieus, dérivant du Deus latin, au cas sujet, et le vieux subjonctif conduie=conduise : qu'on pourrait traduire en français moderne 'Que Dieu me conduise') et ceci, à la lettre près, en formulant son vœu, au vers 859 : 'Je le voi la : Diex le conduie !' Ainsi, Henri de Briey est-il présenté d'abord par sa devise, puis par son cri, ensuite par ses armoiries ; enfin son identité est confirmée par Madame de Chiny, sœur du comte de Bar, qui le qualifie de 'chevalierz trop gentis', c'est-à-dire chevalier de très haute noblesse ou 'noblissime', ce qui traduit très bien la formule latine 'viros nobilissimos', qui avait déjà été décernée aux anciens seigneurs de cette famille.
Qu'il s'écrive, dans les manuscrits, 'Briey' ou 'Briei', qu'il soit nom de lieu ou nom de famille (les nobles portent en effet le nom de leurs terres), le mot 'Briey' compte avec certitude -les 8 fois sur les 9 où il est orthographié- 2 syllabes, dans les vers du 'Tournoi de Chauvency'. Cependant, au vers 1023 (Dame, ce est Henri de Briei) -selon qu'on élide ou non le pronom 'ce' devant le verbe 'est'- le mot 'Briei' peut se prononcer en 1 seule ou 2 syllabes !... D'autre part, Bretel fait rimer ensemble 'Briey/lui' (vers 343-344), 'Briei/respondi' (vers 1023-1024), et 'Briei/Montignei' (vers 3927-3928)... On peut donc en conclure, que, si certains prononcent aujourd'hui 'Briey' comme le verbe 'brillait' à l'indicatif imparfait (avec un son final é très ouvert), beaucoup, en Lorraine, prononcent encore 'Briey' comme 'brillé' au participe passé (avec un son final é plus fermé), et qu'en 1285, on fermait davantage encore la bouche, et que 'Briey' se prononçait presque comme 'brilli' (avec un son final é très fermé)... Et ce serait donc de façon erronée mais prévisible, s'il l'on s'en réfère à Bretel qui semblerait déjà signaler cette tendance dans la prononciation du mot, que, peu à peu, au cours des siècles, le nom de famille évolua, se prononçant d'abord 'Brilli', puis 'Bri-i', et enfin 'Bri', passant de 2 syllabes à 1 seule !... Alors que le nom des terres et de la localité, jusqu'à ce jour, s'est toujours prononcé en deux syllabes.
'Chardogne !' cri de Ferri de Chardogne, proclamé par les hérauts qui ajoutent aussi 'Vanne !' Dans les miniatures d'Oxford, ce jeune seigneur porte les armes pleines de sa famille.
'Chiny !' cri de Louis de Looz, comte de Chiny.
'Douai !' cri de Baudouin d'Auberchicourt.
'Esch !' cri de Joffroi d'Esch, grand seigneur à la cour des Luxembourg.
'Faucogney !' cri d'Aymon de Faucogney, accompagné à Chauvency d'Hugues d'Annegray et de Milon de Ronchamp, chevaliers voisins et du même clan, probablement sous sa bannière.
Flandres et Arras
'Gevigni ou Gviwini !' est, selon les manuscrits, le cri du seigneur de Juvigny, qui serait, selon les hérauts qui le présentent, du sang de Renaud de Dammartin, comte de Boulogne !
'Grilli !' cri de Pierre de Grailly, au cours de la mêlée du tournoi.
Il est à remarquer qu'à l'époque du tournoi, vers 1285, les 'de Grailly' sont appelés 'Grilli' par Jacques Bretel (d'ailleurs le nom des terres et de la localité, dont ils tirent leur patronyme, s'orthographie ainsi encore aujourd'hui). Ce serait donc peut-être à cause d'une prononciation roulant plus les 'r' (?) que Grilli se serait peu à peu déformé en 'Grailly' : le nom de famille et le nom de la localité s'orthographiant désormais de façon légèrement différente.
Hainaut
'Hattstatt !' cri de Conrad Wernher ou Warnie. Son fils, entrant en lice, est présenté au cri de 'Hattstatt à Conradin l'enfant !'.
Haussy
Lalaing
Limbourg
'Looz !' cri de Gérard de Chauvency, frère cadet du comte de Chiny.
Montigny.
'Montjoie !' cri de Waleran de Fauquemont, seigneur de Montjoie et Marville, petit-fils d'Ermesinde de Luxembourg.
'Neuville à Joffroi !' cri poussé par les hérauts présentant Joffroi de Neuville qui se met sur les rangs pour jouter. Le héraut Vermandois, dans son armorial, présente les armoiries de son frère Épaulart, alors encore en vie, tandis qu'elles ont disparu du manuscrit de Wijnbergen, sans doute plus tardif.
Ouren
'Passavant !' cri poussé par un chevalier anonyme appartenant à cette famille au cours de la mêlée du tournoi. S'agit-il de Renaud de Passavant, présenté à la même époque avec ces armes dans l'Armorial de Wijnbergen ?
'Prény !' cri poussé par Régnier de Creuë et par Robin de Watronville. Ces 2 chevaliers combattraient donc sous la bannière du 'puissant duc Ferry', dont c'est le cri de guerre, comme le rappelle justement Jacques Bretel.
'Rosières !' cri de Jean de Rosières.
'Salm !' cri, en début de tournoi, du comte de Blâmont, issu de cette famille.
'Sancerre au comte !' cri d'Étienne de Sancerre dans la mêlée du tournoi.
'Sierck !' cri de Ferri de Sierck.
'Vaus !' cri de Hugues Beckars de Maizey, surnommé ici 'le Brise-bois'. Vaus, Vaux, Val sont des graphies du même mot.
'Vianne !' cri d'Aubert d'Ornes, de Guy de Nuefville, et de Millet de Thil. Ce dernier, en se mettant sur les rangs, lors de la joute, est présenté au cri de : 'Vianne à Millet de Thil !'... Ces trois chevaliers seraient donc apparentés et issus de l'ancienne maison de Vianden, autrefois appelée Vianne, et combattraient sous la même bannière. Leurs armoiries, modifiées, semblent avoir conservé les mêmes couleurs (argent et gueules) avec 3troisanneaux (qu'on peut même lire en tous sens, disposés en sautoir ou à dextre et senestre, pour Albert d'Ornes). De plus, ils vivent tous dans le secteur de Verdun, à quelques kilomètres les uns des autres.

## Couples et Clans
Il s'agit ici de présenter les personnalités de cette fête, tel qu'un Jacques Bretel ou qu'un invité contemporain de quelque importance pouvaient les connaître.
Comme dans tous les clans où les héritages représentent de gros enjeux fonciers, territoriaux, politiques, militaires, industriels et financiers, pour défendre leur état et leurs états, ces familles s'entendent, s'allient, s'unissent, se jalousent, se détestent cordialement, se haïssent, se déchirent ou se réconcilient, au gré de leurs intérêts... et cela, dans un climat où s'exacerbent toutes les ambitions et les passions, dont la plupart du temps leurs pauvres sujets font les frais !
- Les LUXEMBOURG (évoqués)

A. Henri le Blond de Luxembourg (fils de Waleran III de Limbourg et de Ermesinde de Luxembourg), décédé à l'époque du Tournoi, mais que Jacques Bretel cite et semble avoir connu.
B. Marguerite de Bar, son épouse (fille de Henri II et de Philippa de Dreux).
Parmi leurs enfants, pour le 'Tournoi', il faut connaître :
1. Philippa de Luxembourg, épouse de Jean Ier de Hainaut, né Jean II d'Avesnes, comte de Hainaut et bientôt de Hollande et de Zélande.
2. Isabelle de Luxembourg, épouse de Gui de Dampierre, comte de Flandre et de Namur.
3. Margot de Luxembourg, plusieurs fois citée par Bretel (Marguerite, dame de Grevenmacher).
4. Johennete-Yolande de Luxembourg, également citée par Bretel (Jeanne, abbesse de Clairefontaine).
5. Henri le Lion de Luxembourg.
6. Waleran de Luxembourg-Ligny.

- Les LUXEMBOURG (régnants)

A. Henri le Lion (fils de Henri le Blond et de Marguerite de Bar), comte de Luxembourg, marquis d'Arlon.
B. Béatrice d'Avesnes, son épouse (fille de Baudoin d'Avesnes et de Félicité de Coucy), comtesse de La Roche et de Luxembourg.
- Les LUXEMBOURG-LIGNY

A. Waleran de Luxembourg-Ligny (fils de Henri le Blond et de Marguerite de Bar).
B. Jeanne de Beaurevoir, son épouse (fille de Jean).
- Les BAR

A. Thiébaut II (fils de Henri II et de Philippa de Dreux), comte de Bar, appelé le 'Seigneur du Barrois' par Jacques Bretel.
B. Jeanne de Dampierre, son épouse en premières noces, décédée sans enfant (fille de Guillaume II et de Marguerite de Flandre et de Hainaut).
C. Jeanne de Toucy, sa seconde épouse (fille de Jean de Toucy et de Jeanne de Laval).
- Les CHINY

C. Louis V de Looz (fils cadet de Arnoul IV de Looz et de Jeanne de Chiny), comte de Chiny, second époux de Jeanne, dont il n'eut point d'enfant, a toujours conservé localement une grande réputation de bonté et de piété.
A. Jeanne de Bar (fille de Henri II et de Philippa de Dreux), alors actuelle comtesse de Chiny, 'Reine et Bannière de la Fête' selon Jacques Bretel.
B. Ferry de Salm-Blâmont (fils cadet de Henri III de Salm et de Judith de Lorraine), son premier époux, décédé par la suite.
De ce premier mariage étaient nés :
1. Henri de Blâmont.
2. Thomas de Blâmont, homme d'Église, vidame de Reims et princier de Verdun, puis évêque de Verdun (1303-1305).

- Les LOOZ-CHAUVENCY

A. Gérard de Looz (fils de Arnoul IV de Looz et de Jeanne de Chiny), seigneur de Chauvency. Jacques Bretel le qualifie de 'savant' : instruit à l'école des moines d'Orval, il savait sans doute lire le latin.
B. Selon différentes généalogies, ce Gérard de Chauvency serait l'époux de Marguerite de Meurs ou de Catherine de Ligne ou d'Isabelle d'Écry. Cette terre d'Écry est aujourd'hui Asfeld.
- Les TRAZEGNIES-FLORENVILLE

A. Othon III de Trazegnies (fils de Gilles II de Trazegnies et d'Alix de Boulers).
B. Agnès de Hacquenies, sa première épouse décédée.
C. Isabelle de Chiny, sa seconde épouse (fille de Louis IV de Chiny et de Mathilde d'Avesnes) sœur de Jeanne, tante de Gérard de Looz et de Louis V comte de Chiny. Elle est appelée 'Madame de Florenville' par Bretel.
Parmi les enfants de cette seconde union, il faut retenir :
1. Jean l'Ardinois, seigneur de Florenville, époux d'Agnès de Strépy, appelée Agnès de Florenville par Bretel.

- Les SALM d'Alsace

A. Henri IV de Salm (fils de Henri III de Salm et de Marguerite de Bar, sœur de Henri II, tante de Thiébaut II). C'est lui que Jacques Bretel exalte et remercie dans la magnifique dédicace qui sert de préface au 'Tournoi'.
B. Lorette de Castres, son épouse.
- Les SALM-BLÂMONT

A. Ferry de Salm-Blâmont (fils cadet de Henri III de Salm et de Judith de Lorraine). Son frère ainé, Henri, étant mort dans des conditions étranges, ce terrible Ferry tente de déposséder son jeune neveu et s'empare de Salm qu'il devra restituer, mais il gardera Blâmont et Deneuvre.
B. la Dame de Dombasle, sa première épouse.
C. Jeanne de Bar, sa seconde épouse (fille de Henri II et de Philippa de Dreux). Devenue veuve, elle épousera Louis V de Looz et deviendra alors comtesse de Chiny, 'Reine et Bannière de la Fête' selon Jacques Bretel.
De son mariage avec Frédéric ou Ferry de Salm-Blâmont, elle eut :
1. Henri de Blâmont, filâtre ou beau-fils du comte de Chiny.
2. Thomas de Blâmont, homme d'Église, vidame de Reims et princier de Verdun, puis évêque de Verdun (1303-1305).

- Les BLÂMONT

A. Henri de Blâmont (fils de Ferry de Salm-Blâmont et de Jeanne de Bar, devenue par son second mariage, après veuvage, comtesse de Chiny).
B.Cunégonde de Linange-Leiningen, son épouse (fille d'Émichon IV de Saarbrück, comte de Linange et d'Elisabeth d'Âpremont).
- Les ÂPREMONT (évoqués)

...Gobert VI d'Âpremont (fils de Geoffroi Ier et de Isabelle de Dampierre), grand-père de Joffroi III, auquel un héraut fait allusion. Parmi ses 14 enfants, il est bon de connaître : Joffroi II, mort en Égypte lors de la 7e croisade ; Gobert VII ; Jean, chanoine à Verdun ; Guy, mort à Tunis lors de la 8e croisade ; Jacqueline, moniale à Montreuil et Flines ; Alix, épouse de Wautier III de Ligne (?) ; Marguerite, abbesse de Juvigny-les-Dames ; Jeanne, épouse de Hugues de Bauffremont ;  Étienne, doyen de Toul...
A. Gobert VII d'Âpremont (fils de Gobert VI et de Julienne de Rosoy). Il est fait allusion à ce seigneur par un héraut évoquant les père, grand-père et ancêtres de Joffroi III.
B. Agnès de Coucy-Vervins (fille de Thomas II de Coucy et de Mahaut de Rethel).
Parmi leurs enfants, il faut remarquer :
1. Joffroi III, héros du Tournoi.
2. Thomas d'Âpremont, époux de Jeanne de Quiévrain.
3. Mahaut d'Âpremont, épouse de Jean de Commercy.
4. Jeanne d'Âpremont, épouse de Ferri de Linange, présent au tournoi.
5. Jean ou Johan d'Âpremont, dit de Réchicourt, évêque de Verdun de 1297 à 1303.

- Les ÂPREMONT (régnants)

A. Geoffroy III d'Âpremont (fils de Gobert VII et d'Agnès de Coucy-Vervins).
B. Isabelle de Quiévrain (vers 1260 - 1335), son épouse (fille de Nicolas de Quiévrain et de Julienne de Looz d'Amblise), nièce de Gérard de Looz et du comte de Chiny.
- Les COMMERCY

A. Jean-Johan Graf von Saarbrücken, comte de Commercy (fils de Simon IV et de Marguerite).
B. Mahaut d'Âpremont, son épouse (fille de Gobert VII et d'Agnès de Coucy-Vervins).
... Agnès de Commercy (sœur de Jean de Commercy, belle-sœur de Mahaut d'Âpremont) qui épousera par la suite Jacques de Vaudémont.
- Les OUREN

Conon IV d'Ouren (fils d'Aegidius II d'Ouren et d'Aleidis d'Esch, dame de Wore, sœur de Joffroi d'Esch et fille de Robert-Robin d'Esch et d'Ermesinde d'Âpremont).
- Les LINANGE

Ferri-Friedrich de Linange, époux de Jeanne d'Âpremont, sœur de Geoffroy, Thomas et Mahaut.
- Les BRIEY

Les Briey ont de nombreux fiefs, et, proches de Chauvency, des possessions à Thonne-la-Long, Othe, Breux et Fagny.
A. Herbrant de Briey (fils de Herbrant de Briey), frère aîné de Jean de Briey (voir Boinville ci-dessous).
B. Hawis/Helvide de Florange, dame de la maison-forte de Hayange, son épouse (fille de Charles de Florange).
Parmi leurs enfants, il faut citer :
1. Herbrant de Briey, probablement mort à cette époque ?
2. Henri de Briey, l'un des héros de ce tournoi, co-seigneur de Breux, avec le comte de Chiny.
3. Ourri/Olri de Briey, dit "Moine", également mentionné dans ce tournoi, seigneur de Landres.
4. Jean de Briey, abbé de Gorze.

- Les BOINVILLE

A.Jacques de Boinville (fils de Jean de Briey, seigneur d'Affléville, et de...), frère aîné de Richard de Boinville, écuyer.
B. Hable/Hèble de Florange, son épouse (fille du seigneur de Florange).
Parmi leurs enfants, Bretel cite et présente Jeannette de Boinville qui deviendra l'épouse de Robert/Robin/Robinet des Armoises.
- Les AVILLERS

A.Thierry, chevalier, avoué d'Amel et seigneur d'Avillers (fils de Hue/Huon d'Amel et de Richoldis).
B. Aaliz de (?)... ou Marguerite de Mirwart, son épouse.
Parmi les enfants de cette famille qu'il fréquente, Jacques Bretel signale Jeanne d'Avillers, sœur de Hugues III d'Amel (époux de Jeanne, fille de Werri II de Fontoy) qui deviendra sire d'Avillers et de Fontoy.
- Les TRIE

A.Renaud I de Trie, seigneur du Plessis-Billebaut (fils de Philippe de Trie et de Aelis de Mareuil).
B.Marguerite de Courtenay, dame de Cloyes, son épouse (fille de Guillaume de Courtenay et de Marie de Bourgogne-Châlons, veuve).
Jacques Bretel, renseignant une dame lors de la dernière et 17e joute, dit que Renaud est un de Trie qui appelait son fils 'Billebaut'... Ce fils serait-il Renaud II de Trie, seigneur de Mouchy, du Plessis-Billebaut et Mareuil, qui deviendra conseiller du roi et maréchal de France, époux d'Isabelle de Heilly (fille de Jean I de Heilly et de Alix, dame de Pas-en-Artois) ?... Renaud I de Trie, quant à lui, ne se maria qu'en 1286 (selon Delbouille)), et devait donc être encore célibataire lors du tournoi. Selon une autre source (Racines et Histoire), Renaud de Trie avait déjà épousé Marguerite de Courtenay avant le 01/11/1285. Les Trie forment une famille très nombreuse et très importante.
Cependant, s'ils sont bien, tous deux, seigneurs du Plessis-Billebaut, c'est un Trie d'une des autres tiges de cette famille qui porte 'officiellement' le surnom de 'Billebaut' à cette époque !... Pour Léon-Jacques-Maxime (dit Max) Prinet, le héros présenté à Chauvency, avec ces armoiries, serait 'le' Renaud de Trie, mort en 1302 à Courtrai.
- Autre couple

Étienne d'Oiselay, seigneur de La Villeneuve, époux d'Aëlys de la Neuveville.
- Autre couple

Waleran de Geroldseck, époux d'Aëlis de Louppy.
- L'exception

Conrad Warnier est alors veuf et cherche probablement une nouvelle épouse dans cette "foire aux mariages" qu'est la réunion du tournoi : d'où son intérêt pour les femmes ?
Naturellement, toutes ces puissantes familles (les Bar, Luxembourg, Chiny, Âpremont, Blâmont, Briey, Florange, ou autres Sierck ou Dampierre) gardent la haute main sur l'Église régulière ou séculière, fournissant évêques, Princes-évêques, archevêques ou chanoines aux cathédrales de Metz, Toul et Verdun, de Liège ou Trêves, ou plaçant filles et fils, dans les monastères et prieurés régionaux, comme moniales ou abbesses, moines, prieurs ou abbés des grands ordres religieux bénédictin ou cistercien, les abbayes d'alors (et leur réseau) pouvant se comparer, tant sur le plan foncier, financier qu'économique ou intellectuel, aux grands centres économiques de notre époque (entreprises, centres politiques).

## les Festivités
- Dimanche : arrivée de Bretel à Chauvency en pleine animation. Tous les lieux d'hébergement sont occupés, y compris les granges. Miniatures et récit évoquent même des tentes dressées pour accueillir tout le monde. Soirée de réception au château.
- Lundi et mardi : joutes à la lance, qui opposent deux adversaires lancés à fond de train. Il devait y en avoir une centaine par jour (ce qui correspond à la jeunesse réunie à Chauvency) mais Bretel ne décrit que les coups les plus spectaculaires et ne signale que les chevaliers les plus brillants, les plus illustres, les plus âgés, et qui l'ont sans doute payé pour raconter leurs exploits (mécènes probables qui l'accueillent et qui l'entretiennent).
- Mercredi : journée de repos et de réunion pour organiser la mêlée du tournoi. Les deux camps qui s'affronteront : chevaliers des pays de dialectes germaniques (installés à Montmédy) contre ceux originaires des pays de langues romanes (sur place, à Chauvency).
- Jeudi : préparatifs et défilé de toute la chevalerie. En fin d'après-midi, les deux camps se font face puis c'est la mêlée du tournoi qui se termine avec la venue de la nuit. Là aussi Bretel ne signale et n'applaudit que les mêmes héros (qui sont certainement par ailleurs pour la plupart ses protecteurs).
- Vendredi : les adieux, après les dernières danses et le dernier repas.

## les joutes
En 1285, la joute est le nouveau sport chevaleresque qui devient vraiment à la mode. Contrairement à la mêlée trop confuse du tournoi, qui demande un jeu collectif, la joute met en scène l'individu en valorisant sa force, son courage, sa détermination, son habileté, son expérience et sa bravoure. Il s'agit de rompre des lances et d'abattre son adversaire (si possible) lors d'une rencontre rapide et violente, et dans un choc bref et brutal. Auparavant, les chevaliers se sont choisis et engagés l'un envers l'autre et semblent avoir versé une caution (mise qui sera raflée par le vainqueur ?). À Chauvency, il n'existe pas encore de barrière centrale séparant les coursiers des jouteurs qui se mesurent lors de ces rencontres risquées.
- Lundi : l'ouverture des Jeux commence par le défilé d'un cortège de cavaliers conduits par des hérauts qui inaugurent les festivités à grand renfort de cris et sons de trompes. Les jeunes chevaliers nouvellement promus sont si rutilants des couleurs de leurs armoiries qu'ils ressemblent à des papillons : d'ailleurs les miniatures montrent un grand nombre de jouteurs arborant des ailes. Nul doute qu'il ne s'agisse là de ces jeunes déguisés en anges qui paradaient alors dans la cavalcade inaugurale !

### Première rencontre
Ferri de Chardogne contre Huart de Bazentin.
Chardogne propose de courir la première joute 'sans écu', c'est-à-dire sans verser d'argent (l'écu est aussi une monnaie), gratuitement, juste pour la beauté du geste. Les chevaux, qui chargent à fond de train, dans un fracas de lances brisées, se heurtent et renversent leurs cavaliers qui tombent à terre, perdent connaissance, piétinés et écrasés par leurs montures. Ferri, une fois ranimé et relevé, a un bras de cassé. Grande émotion de l'assistance et reproches véhéments des hérauts qui s'en prennent aux dames des tribunes.

### Seconde joute
Aucogney contre de Bergheim.
Bretel signale que ce dernier est accompagné d'un nombre impressionnant d'Alsaciens venus se mettre sur les rangs. Pourtant il ne décrira aucune de leurs joutes. Il ne raconte que la seule action de Conon, landvogt de basse Alsace, qui se mesure avec une grande brutalité au vicomte de Vesoul : sous le choc, les casques volent et les adversaires sont complètement sonnés !

### Troisième joute
Millet de Thil rencontre Ferri de Sierck.
Bretel raconte, avec beaucoup de verve et un très grand talent, cette joute très violente où il met en scène ces deux adversaires qui s'arrachent leur casque dans le feu de l'action et apparaissent alors tête nue ! Il signale qu'en 28 courses Millet a brisé 16 lances, mais il ne décrira aucun des autres exploits réalisés par ce héros, véritable champion de ces fêtes !

### Quatrième joute
Perrart de Grailly face à Conon d'Ouren.
Très belle évocation de l'ambiance dans les tribunes et de l'atmosphère des jeux, racontée avec un talent véritablement impressionniste. Sous la violence du choc dans cette rencontre, les montures, yeux exorbités, tremblent et chancellent. Un des plus beaux récits de Bretel qui se renouvelle et surprend à chaque fois.

### Cinquième joute
Henri de Briey se mesure à Conradin de Hattstatt.
Avec ses 250 vers, cette joute, véritable morceau d'anthologie, est l'une des plus longues ! Les chevaux des deux héros se heurtent de plein fouet, s'écroulent et écrasent leurs cavaliers emportés dans leur chute. Consternation du public devant les chevaliers évanouis, apostrophe de héraut, complainte d'un ménestrel, bribes de conversation. Bretel est parfait !

### Sixième joute
Robin de Watronville s'essaie contre un Limbourgeois.
Récit tout à la gloire de Robin de Watronville (l'un des quatre pairs de l'évêque de Verdun) où Bretel ne se soucie pas de nous présenter son adversaire limbourgeois ou luxembourgeois. Ce texte étant absent du manuscrit d'Oxford, il n'existe donc pas de miniature pouvant nous renseigner sur l'identité du protagoniste. Dans le feu de l'action, les chevaliers se frappent si fort qu'ils se retrouvent lance arrachée et casque brisé !

### Septième joute
Raoul de Baissy contre un inconnu.
Ici visiblement Bretel s'acquitte avec courtoisie d'un hommage qu'il doit à Raoul de Baissy. Ce récit n'existant pas non plus dans le manuscrit d'Oxford, les miniatures ne peuvent nous renseigner sur l'adversaire de ce chevalier de la suite du comte de Blâmont. La rencontre se produit dans un vacarme épouvantable qui retentit bien loin.
- Mardi : les jeunes rivalisent pour avoir l'honneur de courir la première joute de cette seconde journée de Jeux.

### Huitième course, joute inaugurale de la journée
Régnier de Creuë s'essaie contre un chevalier anglais.
Le tapage ayant cessé dans les tribunes, l'énorme Régnier de Creuë (l'un des quatre pairs de l'évêque de Verdun) s'élance à la rencontre d'un chevalier anglais dont Bretel ne donne ni le nom ni les armoiries (récit absent du manuscrit d'Oxford). Des lances, ils s'arrachent leur tortil et basculent à la renverse sur leur selle, groggy sous la violence du choc !

### Neuvième joute
Beckart de Maizey contre le Français Jean Porré.
Dans ce récit très bref, absent du manuscrit d'Oxford, Jacques Bretel met en valeur un chevalier lorrain face à son adversaire, discret hommage sans doute à un seigneur mécène.

### Dixième joute
Waleran de Fauquemont-Montjoie rencontre Jean de Murauvaux.
Waleran de Fauquemont-Montjoie rencontre Jean de Murauvaux (ou de Muraut, l'un des quatre pairs de l'évêque de Verdun) dont le blason n'est pas décrit (récit absent du manuscrit d'Oxford). Bâtons rompus pour tous les deux. Cependant la vedette du récit reste Waleran dont l'une des aïeules n'était autre qu'Ermesinde de Luxembourg.

### Onzième joute
Geoffroi d'Âpremont se mesure au jeune de Sancerre.
Brillante passe d'armes qui oppose Geoffroi d'Âpremont au jeune de Sancerre et se termine sur un savoureux discours adressé aux dames par un héraut. Cette rencontre est la plus spectaculaire des 10 ou 20 courses qui viennent d'avoir lieu et dont Bretel ne souffle naturellement pas un mot.

### Douzième joute
Henri de Blâmont et le seigneur de Gevigni.
Ici, Bretel applaudit Henri de Blâmont, l'un des héros du Tournoi, brillant seigneur de la famille des Salm, beau-fils du comte de Chiny, et probablement l'un de ses grands mécènes. Il met plus discrètement à l'honneur aussi son rival, qui a dû l'accueillir dans son tout proche château de Juvigny.

### Treizième joute
Waleran de Luxembourg-Ligny contre Wichart d'Amance.
Avec grand art, Bretel distribue compliments et applaudissements à ces deux seigneurs des plus grandes familles du Luxembourg et de Lorraine. Après le choc de la rencontre, les cœurs s'enflamment dans les tribunes.

### Quatorzième joute
Geoffroi de Neuville opposé à Baudouin d'Auberchicourt.
Une fois de plus, est mis en vedette (et applaudi) l'un de ces petits seigneurs, protecteurs de Bretel, qui affronte ici, pour sa plus grande gloire, un représentant de la célèbre famille des Auberchicourt. Le récit se termine par un éloge du frère trop tôt disparu.
Éloge funèbre d'Épaulart, frère de Geoffroi de Neuville.

### Quinzième joute
Pierre de Bauffremont contre un inconnu.
Bauffremont, seul héros de cette rencontre brutale, frappe de toute sa force son adversaire, en plein heaume, d'un coup de lance, et l'achève, au passage, d'une formidable gifle de son écu en pleine figure : tout le monde s'extasie devant ce coup de maitre ! Par courtoisie, Bretel tait le nom du malheureux rival qu'on ne peut identifier, puisque la miniature n'existe pas dans le manuscrit d'Oxford.

### Seizième joute
Perrart de Bauffremont face à Jean de Rosières.
Ces deux ''cousins'' (au lien de parenté très lâche) s'affrontent à fond de train dans un fracas de lances et des gerbes d'étincelles : éclats et éclisses volent jusqu'au ciel !

### Dix-septième joute
Gérard de Looz et Renaud de Trie.
Cette seconde journée de joute s'achève sur le combat de Renaud de Trie contre le seigneur des lieux, Gérard de Chauvency, dont les louanges sont chantées avec beaucoup de grâce et de courtoisie...

## la Mêlée du Tournoi
Henri de Blâmont ouvre les hostilités et engage la bataille dans la plus pure tradition guerrière : seul et caracolant sur son cheval, il se précipite sur les adversaires (Flamand et Hennuyers) et donne ainsi, après le rituel défi et la mise en scène symbolique du premier sang versé, le coup d'envoi aux différents assauts du tournoi.
Après ce premier choc, Raoul de Baissy et Jean de Rosières volent à son secours... Les bataillons s'assemblent et la mêlée devient générale.
Geoffroy d'Âpremont avec Collard de Cumières, Hues Beckars de Maizey et Perrart de Bauffremont-Removille, se précipite sur le Châtelain de Bergues, secondé par Boullès de Fléchin et une foule de Flamands. Corps à corps des deux chevaliers commenté par les hérauts et les dames des tribunes.
Alors, Henri le Lion de Luxembourg défie Renaud de Trie et c'est l'un des grands moments épiques du tournoi.
Perrart de Grailly et le comte de Sancerre se démènent dans la mêlée et font le vide autour d'eux... Mais voilà qu'interviennent Waleran de Luxembourg-Ligny, Waleran de Fauquemont-Montjoie et Henri le Lion de Luxembourg : Grailly et Sancerre sont renversés et jetés à terre, tandis que les hérauts les protègent du piétinement des chevaux et célèbrent leur valeur et leur détermination.
Henri de Briey, Ouri, son frère, Guy de Neuville, Jean de Rosières, Collard de Cumières, Aubert d'Ornes et Régnier de Creuë chargent à leur tour et se portent à la rencontre de Baudoin d'Auberchicourt, accompagné de Gauthier de Hondschoote, Sandroi de Haussy, Le Bleu de Montigny et Symar de Lalaing... et ça tape et ça crie de tous les côtés.
C'est le moment choisi par Philippe de Flandres allié à Florent de Hainaut pour se précipiter sur la troupe du comte de Chiny et du seigneur d'Esch. En mauvaise posture,
Chiny semble hors de combat, et son cheval, perdu ! Mais voici André d'Amance qui surgit et sauve la monture du comte !
Dans cette pagaille, Florent de Hainaut se bat comme un lion ! Beaucoup sont restés sur le terrain, dont les abords sont couverts de corps de blessés allongés et recouverts de manteaux et de couvertures... tandis que les jeunes en difficulté se sont regroupés autour de Geoffroy d'Esch, qui, se dressant comme une tour sur le champ de bataille, les protège et les instruit !
Alors, dans les lueurs du Couchant, tandis que la nuit tombe, apparait Gérard de Looz de Chauvency ! Le suivent Simon de Moncler, Étienne d'Oiselay et Geoffroy de Neuville, pour le baroud d'honneur, au milieu des cris d'armes qui retentissent dans l'obscurité : Looz ! Chiny ! Esch ! Âpremont ! Passavant ! Boulogne ! Blâmont ! Limbourg ! Hainaut ! Montjoie ! Arras  ! Hattstatt  !
...Et, nous dit Bretel, "de tous côtés et en tous sens, ils accoururent, plus de 500 !" Ainsi se finit le tournoi.

## les Miniatures du Manuscrit d'Oxford
Le Tournoi de Chauvency semble être une œuvre de commande et les Chiny, désireux de se magnifier, se sont adressés, pour le récit comme pour les miniatures, à un peintre et à un trouvère, de la meilleure école et de grande réputation, chacun d'eux devant illustrer, en accord et à sa façon, la geste des festivités.
Si le texte de Bretel est un chef-d'œuvre, les miniatures du peintre reproduisent, elles aussi, avec originalité et indépendance, le spectacle brillamment coloré des folies de la fête. L'enlumineur nous renseigne sur tout ce que Bretel oublie de raconter ou omet de dire, et il détaille et complète le compte-rendu de cet extraordinaire reportage.
Hélas, les manuscrits originaux, contemporains de Bretel, ont disparu et les livres, qui nous restent, ne sont que des copies maladroites et médiocres, destinées à de moindres seigneurs de la région, désireux de conserver le souvenir de ces fêtes inoubliables !
Tout comme celui de Mons, le manuscrit d'Oxford, recopié d'après un écrit antérieur, est l'œuvre d'un piètre copiste, inattentif, parfois dyslexique, qui accumule erreurs, lacunes et oublis. Quant au peintre qui a copié et reproduit les miniatures originales, il se montre tout aussi malheureux, gauche et fruste...
Et nous ne pouvons qu'imaginer quels devaient être la grâce et l'éclat des miniatures qui illuminaient les pages des premiers parchemins destinés à leurs riches commanditaires. Ces peintures devaient ressembler, en qualité et en préciosité, à celles des manuscrits conservés à la Bibliothèque de Verdun, au Fitzwilliam Museum de Cambridge, ou au fonds Felton de la National Gallery de Victoria en Australie.
Pourtant, telles qu'elles sont, malgré toute leur gaucherie et leurs maladresses, les miniatures du manuscrit d'Oxford nous parlent avec une émotion nouvelle et nous paraissent, depuis qu'ont peint Derain, Vlaminck, Matisse et Picasso, résolument en accord avec notre sensibilité moderne !
- 01. Folio 107 recto. Jacques Bretel invite Conrad Warnier de Hattstatt

Cette première miniature représente un Jacques Bretel, blond aux yeux bleus, relativement jeune, tout de rouge habillé et coiffé d'un immense chapeau de feutre remarquable. Il fait face à un cavalier, vêtu de bleu, tête nue, chevelure et barbe abondantes, brandissant dans sa main gauche un tronçon de lance et saluant de la droite. Ce seigneur est assis sur un cheval pommelé, bridé et sanglé de rouge.
- 02. Folio 111 recto. Chardogne/Bazentin

Sur un fond or, en viennent aux prises Ferri de Chardogne, à gauche, et Huart de Bazentin, à droite. Les armoiries couvrent écus et housses des chevaux. Cavaliers et montures arborent des cimiers. Bazentin se distingue même par des ailes d'ange éployées qui lui poussent dans le dos, et par la hauteur impressionnante des plumes de paon qui somment son casque !
Entre les deux jouteurs qui s'affrontent, s'interpose un minuscule héraut qui commente l'action au porte-voix. Dans le coin gauche, sur 2 rangs, 6 ou 7 spectateurs symbolisent l'assistance, tandis qu'un autre s'isole à l'extrémité droite. Au milieu, avec un bouquet de fleurs, une jeune fille s'apprête à récompenser le vainqueur (?).
La miniature complète ici le récit de Bretel qui ne décrit pas les armes de Bazentin.
- 03. Folio 112 recto. Faucogney/Bergheim

Les chevaliers et leurs montures, tout d'or revêtus, se détachent bien sur le fond bleu tout guilloché d'un décor losangé de lignes blanches à points rouges. Les timbres des heaumes sont surmontés de cimiers figurant des êtres surnaturels, ange ou elfe (?) s'échappant de branchages et de feuillages, qui surmontent aussi le cimier des chevaux. En marge, un héraut (?) semble compter les points.
La peinture renseigne parfaitement sur les armoiries de ces grands seigneurs, non décrites dans le texte de Bretel, et qui sont présentes dans les anciens armoriaux.
- 04. Folio 112 verso. Thil/Sierck

Dans un décor identique au précédent, les deux jouteurs sont présentés dans le feu de l'action, au moment du choc de la rencontre, lorsque volent les heaumes et qu'apparaissent les têtes nues ! Les chevaliers, qui ont dû participer au défilé d'ouverture des Jeux, tout ailés, semblent voler sur leurs montures : ce sont des anges ! Les casques qui tombent, sont ornés de cimiers à plumes ou à crinière. Très riche harnois aux armoiries des combattants.
Au premier plan, en plus petit, les hérauts, d'une part 3, d'autre part 2, retiennent leur souffle, pendant que deux curieux, à l'angle gauche, se tassent dans leur coin, yeux tout écarquillés.
- 05. Folio 113 recto. Madame de Chiny ouvre le bal du Lundi

Dans un décor de pure fantaisie, sous la feuillée et sur la pelouse, à moins qu'il ne s'agisse des fresques des murs du château, ou d'un fond de tentures rouges à décor de fleurs et feuillage stylisés, Madame de Chiny ouvre le bal, avec un jeune à chaque main. Sur la gauche, un musicien de vièle, l'archet en main, l'accompagne.
Dans des reflets d'or, effet des flambeaux qui flamboient, danseurs et fleurs s'éclairent, enluminant, illuminant de féerie cette fête de nuit. Et, à eux seuls, symbolisant la danse, ils deviennent tous trois la foule des dames et de leurs cavaliers qui tournoient.
- 06. Folio 113 verso. Grailly/Ouren

Du haut des tribunes, seigneurs et dames, coiffées de couronnes dorées, regardent les exploits des deux chevaliers qui s'affrontent en lice. Des tentures peintes en trompe-l'œil masquent les échafaudages et donnent l'illusion de murailles et de tours crènelées, les beffrois, dont parle Bretel.
En dessous, les jouteurs, avec heaume à cimier, épatent la galerie, tandis qu'un minuscule héraut, bras écartés, observe le choc, que commentent trois de ses collègues à gauche, au pied des gradins.
Le reportage de Bretel est une fois de plus complété par la peinture de l'enlumineur qui nous renseigne sur les armoiries d'Ouren non décrites.
- 07. Folio 114 recto. Briey/Hattstatt

Se détachant sur le joli décor à fond bleu, losangé de blanc et ponctué de rouge, les deux rivaux s'affrontent, accompagnés d'écuyers (?) sur des chevaux pommelés. Cavaliers et montures arborent des cimiers, mais la chimère qui surmonte le timbre du casque du jeune Conradin, par ailleurs encombré d'immenses ailes, est de loin la plus extravagante ! L'indispensable héraut s'agite en milieu de piste, tandis que deux têtes de spectateurs ou de hérauts (?) occupent les angles supérieurs de cette scène.
- 08. Folio 116 recto. Âpremont/Sancerre

Les deux chevaliers évoluent sur un fond d'or, limité dans la bordure bleue supérieure, qui lui sert d'horizon et de ciel, par une scène de chasse où un lièvre tente d'échapper aux crocs d'un lévrier qui va le happer... et que surveille son maitre, couronné de fleurs, prêt à lâcher l'émerillon ou le faucon dont il vient d'ôter le chaperon aveuglant.
Sous cette scène, s'élancent, lances baissées, les deux jouteurs. À gauche, tout en soie rouge, lui et sa monture, Joffroi d'Âpremont, reconnaissable à sa croix d'argent. Il porte deux ailes éployées qui le font prendre pour un ange tout droit sorti du paradis (comme le remarquera Bretel lors du défilé du tournoi, le jeudi après-midi).
À droite, le comte de Sancerre, parfaitement reconnaissable à ses armoiries bien décrites (et répétées sur la housse du cheval), malgré la maladresse du peintre-enlumineur : celui-ci porte effectivement un écu d'azur à bande d'argent, côtoyée de deux cotices d'or (où seules manquent les minuscules potences et contre-potences).
Cavaliers et montures arborent des cimiers, et sont flanqués d'écuyers (?) montés sur des chevaux pommelés. Au centre, sur le gazon, un héraut arbitre la rencontre, que suivent des yeux, à l'extrême gauche, deux spectateurs attentifs.
- 09. Folio 117 recto. Blâmont/Juvigny

Sous des tribunes surchargées de dames à couronnes dorées, comme autant de reines, se ruent les deux héros de cette course. Le public déborde des gradins et s'installe même le long des tentures peintes à décors de muraille. Au milieu de la scène, un héraut commente dans son porte-voix. Entre les tours des beffrois, badigeonnées en trompe-l'œil, se profilent trois ou quatre pavillons et tentes.
- 10. Folio 118 verso. Luxembourg-Ligny/Amance

Sur fond d'or, lancés à fond de train, coursiers et chevaliers s'affrontent et se mesurent, lances croisées, avec cimiers, housses et écus armoriés. Wichart d'Amance, dont Bretel oublie les armoiries, porte ici les armes pleines pour défendre le renom de sa famille. Une impressionnante figure couronnée se dresse sur le casque de ce chevalier aux d'ailes d'ange déployées. Sur la droite, le héraut, pour une fois en marge de l'action, agite encore un drapeau (?), où s'inscrit une lettrine d'or. Vis-à-vis de lui, quatre autres de ses collègues observent le choc.
- 11. Folio 119 verso. Neuville/Auberchicourt

Avec leurs cimiers remarquables, qui débordent de l'enluminure, sur fond d'or, chevaux et chevaliers se chargent. Du timbre du casque de Joffroi, aux ailes d'ange, surgit un archer, tandis que sur le cimier de Baudouin se dresse un chasseur à deux autours branchés.
Au premier plan, de part et d'autre, un héraut -celui de gauche agite encore un manche de drapeau (?) - avec, au centre, l'éternel arbitre qui brandit sa masse d'armes (?). Dans le coin supérieur gauche, trois personnages, symbolisent les spectateurs (?) en rang.
- 12. Folio 120 recto. Looz/Trie

Installés comme sur les remparts d'un château, dans des tribunes archi-combles, dames, couronnées d'or, et invités de marque regardent les héros de la dernière joute. 'Les escaliers' semblent même encombrés de spectateurs.
Sur la piste, à leurs pieds, le seigneur de Chauvency, avec son casque à crinière, se mesure à son adversaire, ailé comme un ange. Comme c'est le cas dans toutes les joutes ici présentées, les chevaux sont recouverts de housses peintes d'armoiries.
Au premier plan, à gauche, trois spectateurs (?), à moins que ce ne soient trois hérauts, débordent sur la piste. Le héraut-arbitre central est absent de la scène.
Sur la tour droite des tribunes, un curieux oiseau grotesque se perche au plus haut des créneaux.
- 13. Folio 123 recto. Danse du Chapardeur, nuit du mardi

Au milieu d'une nombreuse assemblée, debout, main sur la hanche, en tunique rouge et couronnée de fleurs, Agnès de Florenville se regarde dans un miroir, faisant face à son berger, tout de bleu habillé et le chapeau de travers, replié en bicorne. Sur le côté droit, un musicien joue du tambourin.
Au fond et au milieu, Jacques Bretel est-il en conversation avec celui qui va lui révéler l'identité du danseur ?
- 14. Folio 131 recto. Blâmont ouvre les hostilités du tournoi

Reconnaissable à son écu rouge à saumons argentés, Henri de Blâmont, l'épée, qui taille, brandie, affronte les adversaires, en ligne de bataille, les épées pointe en l'air. Le sang gicle des casques, macule lame et pommeau d'épées, tâche les cottes de mailles, dégouline sur les chevaux blessés. Dans la confusion de la mêlée, seul se remarque un écu d'azur à croix engrêlée d'or (armoiries de Gouhenans ?).
- 15. Folio 132 verso. Le Lion de Luxembourg dans le feu du tournoi

Dans la grande confusion du tournoi, seul, sur un cheval pommelé, le comte de Luxembourg se reconnait à ses armoiries burelées d'argent et d'azur au lion de gueules. Tous les autres chevaliers, anonymes sous leur heaume, et sans écu pour les identifier, ferraillent et taillent avec leurs épées, dans un bain de sang qui éclabousse tout !

## Hérauts et trouvères
À la fois, sortes de présentateurs, animateurs et bonimenteurs, les hérauts, au service des seigneurs, qui les ont engagés (Bretel parle d'un héraut trop bien loué, au vers 1564), jouent les arbitres, commentent les jeux et chauffent le public.
Si beaucoup d’entre eux ne savent sans doute ni lire, ni écrire, certains, très instruits, les rois-hérauts (ici : Grehei, Fildor, Huvelle et -le plus distingué dans ce récit- Maignien), tiennent un haut rang à la cour des grands qui les traitent avec beaucoup d’égards.
À Chauvency, les hérauts ordonnent la cérémonie d’ouverture des Jeux, accompagnent le chevalier avant la joute et crient son nom, présentent les combattants, arbitrent les rencontres, jugent et commentent les actions, identifient les armoiries, renseignent le public, transmettent les messages et proclament les décrets. De plus, ils amusent le public par leurs réflexions impertinentes ou pleines de gouaille et leurs acrobaties : Bretel signale de nombreuses fois qu'ils exécutent des bonds impressionnants ou autres sauts (périlleux ? avant ou arrière ? roues ?), même pour saluer ou prendre congé des personnes qu'ils rencontrent.
Les trouvères, poètes instruits et cultivés, tels Bretel ou Henriot de Laon, qui vivent également des libéralités des seigneurs, trouvent en eux des concurrents directs et des rivaux qu’ils jalousent, méprisent et tentent de discréditer.
Aussi les hérauts sont-ils ici souvent présentés comme des êtres prétentieux, vulgaires, grossiers, ignorants et rapaces : ils la ramènent sans cesse, s’insultent, se battent, injurient les dames, s’emparent de tout (jusqu’aux plumes qui tombent des cimiers des jouteurs, qu’ils gardent jalousement comme des trophées), ou sont surpris en flagrant délit d’incompétence ou d’ignorance (certains ne savent même pas reconnaître des blasons !)…
Presque tous ont des noms ou sobriquets qui en révèlent long sur leur physique, leur caractère ou leur origine : ainsi Bruiant (et ça s’entend !), Malparlier (médisant, cancanier, mal embouché), Sotin (le sot), Coquasse (crâne d’œuf), Gautier (le farceur), Baptisé (il l’est !), Huvelle (petit bonnet ?), Fildor (qui a le privilège de s’occuper du fil d’or des tournois), Picart ou Champenois… et, bien sûr, l'éternel Martin (nom si répandu qu'on le donnait même à des ânes !).

## Jeux
Parmi les jeux de société auxquels Jacques Bretel fait allusion (le jeu du roi et de la reine ; le jeu du roi qui ne ment ; le béguinage ; l'ermite ; le pèlerinage ; le provençal ; Bérengier), il en est deux qui sont décrits longuement : le 'robardel' qu'on pourrait traduire par le 'chapardeur'... et le 'chapelet', traduisible par la 'couronne de fleurs'.
- Le Robardel-Chapardeur

Le mardi soir, après le repas, les danses et les chants, vers minuit, se donne la petite pantomime du Chapardeur.
Elle met en scène une joueuse de viole, Perrine d'Esch, qui fait danser une jolie bergère que tout le monde reconnait, Agnès de Florenville, avec son berger, nippes retroussées (touz escouciez) et chapeau en travers, à la façon d'un bicorne 'en bataille'.
La bergère, habillée d'une tunique rouge de fine étoffe de soie cloquée (cote vermoille d'escarlate a petit clopiaus), s'attife et fait la coquette (se cointoie) en minaudant devant son miroir, tandis que son berger tourne, danse, bondit, pirouette, se démène en tous sens et joue avec une pomme.
Et voilà que le lascar (li huitars) virevolte autour de la belle, lui passe la main aux fesses, lui pelote les seins (les rains, le pis, la memelette), et lui vole un double baiser, habilement chapardé, au moment où elle s'y attendait le moins !
Pour finir, devant l'assemblée captivée, il jongle avec sa houlette d'argent (malcon d'argent), comme le ferait une majorette aujourd'hui ! Bretel découvre alors que le rôle du berger était tenu par une fille : Jeannette de Boinville !
- le Chapelet-Couronne de fleurs

Le jeu de la Couronne de fleurs (en ancien français : Chapelet) a lieu le jeudi soir, après la mêlée du tournoi, et ce spectacle clôt en quelque sorte les festivités. Le lendemain, on fait les malles et on se quitte.
C'est la plus grande dame de l'assistance qui en est l'actrice : Béatrice de Luxembourg. Après l'avoir suppliée de tenir ce rôle, quatre chevaliers la conduisent au milieu de la pièce : la voici debout, seule en scène, qui dialogue en chantant avec un musicien de vielle, qui lui propose de choisir un 'amant', puisqu'elle est seule et sans ami.
Madame de Luxembourg refuse, disant qu'elle préfère sa couronne à un mauvais mariage. Mais le ménestrel lui assure de trouver un chevalier servant digne d'elle et de son rang... Et tandis qu'il cherche parmi l'assistance un amoureux de mérite, la comtesse se livre à un petit jeu théâtral, dansant et chantant, où elle mime la passion et l'impatience amoureuse, se parant et jouant de sa couronne.
Pour finir, toujours chantant, le ménestrel revient avec l'élu, 'noble et de grand cœur et courtois' : André d'Amance, petit-fils de Mathieu II de Lorraine, le chevalier-même qui, au plus fort de la mêlée du tournoi, sauva et rendit son cheval et son honneur au comte de Chiny !
À la fin du XIIIe siècle, dans ses 'baleries' et danses de théâtre, la comédie musicale, en germe, existait déjà !

## Le Pardon
À la fin de la deuxième journée de joutes, le mardi soir très tard, après le bal, les chants et la petite représentation théâtrale du Chapardeur, il est décidé d'organiser la fameuse Mêlée du tournoi et de son Pardon.
Toute la chevalerie se réunira jeudi pour en élire le comité organisateur et procéder au partage des forces qui devront s'affronter.
Et, après les défilés de chevaliers en grande parade, la mêlée du tournoi aura effectivement lieu le jeudi à la vêprée. Ce n'est plus le combat à l'ancienne, où l'on se chargeait de front à la lance, mais une guérilla de groupes qui s'affrontent à l'épée, au gourdin ou à la massue. Tous les coups sont permis pour désarçonner l'adversaire et s'emparer de son cheval. On se défie, s'insulte, s'emporte et se déchaine ! C'est le triomphe du plus fort, du plus hargneux, du plus teigneux, l'exaltation des valeurs viriles agressives un peu sauvages : le tournoi mimait bien la guerre.
Une vieille tradition voulait qu'après la bataille, les combattants fassent pénitence et demandent à Dieu pardon pour tous les péchés qu'ils venaient de commettre : insultes, brutalités, sang versé, butin convoité, extorqué, déchainement de toutes les passions si peu chrétiennes, orgueil, colère, envie.
À Chauvency aussi, même si le tournoi n'est qu'un simulacre de combat, il y aura bien cette cérémonie du Pardon, le soir, après la bataille. Mais cela se fera sur un mode plus courtois. C'est à Bretel qu'on demandera d'officier et de faire le sermon (un sarmons d'armez). Il y parlera du culte de l'Amour (courtois), donnera en exemples Hélène et Pâris, Didon et Énée, ou Lancelot, Tristan, Kaherdin, Pallamide et la reine Guenièvre. Et pour finir donnera comme pénitence de ne plus médire ni se vanter.
Et c'est Simon de Lalaing qui, au nom de toute la chevalerie, demandera l'absolution et, comme oraison, chantera la dernière chanson.

## Vins et épices
"Beaucoup y eut de vins et mets : chacun y eut ce qu'il voulait." Si Bretel ne nous renseigne guère sur les menus des festins et les vins plus ordinaires, il n'oublie jamais de célébrer les grands crus servis plus tard en cours de soirée : prestigieux, ces vins du Rhin, de Beaune, d'Arbois ou d'Auxerre coûtent des fortunes ! La renommée de ces derniers surtout était très grande, les vins de Basse-Bourgogne ayant la réputation de bien supporter le vieillissement et de se conserver longtemps.
Au Moyen Âge, le prix des vins de bonne qualité est très élevé et ils valent d'autant plus cher qu'ils viennent de loin, le coût des transports étant alors excessif. De plus, les rendements de l'époque ne dépassent pas 15 à 20 hectolitres à l'hectare ! Le vin est donc une boisson de luxe destinée à une clientèle riche, recherchée par les gens aisés qui veulent imiter la noblesse, et souvent réservée à la caste aristocratique.
À une époque où n'existent ni chocolat, ni thé, ni café, ni eau-de-vie (trop rare et alchimique), c'est le seul tonique connu, beaucoup plus alcoolisé que la bière plus populaire ou que l'hydromel. Mais le vin à cette époque se conserve mal et, au bout de six mois, il est acidifié. De plus on ignore alors le collage, et de ce fait, à cause des impuretés, il fermente très vite : aussi le vin vieux est imbuvable !
Le vin nouveau, du mois d'octobre, fraichement tiré du tonneau, est de meilleure qualité car il n'a pas eu le temps de s'éventer... Sinon, souvent, pour en masquer l'aigreur, on y mêlait des épices : aussi prit-on l'habitude de servir ensemble, comme c'est le cas à Chauvency, ces deux produits de luxe.
Les bouteilles, elles, (même si le terme s'emploie) n'existaient pas ! Le verre était bien trop précieux et servait parfois à faire de la verrerie de luxe, exposée à côté des hanaps d'or ou de vermeil. Les bouteilles pour transporter, conserver ou présenter le vin, d'abord inventées en Italie au XVIe siècle, ne furent fabriquées (en gros verre noir ou vert) qu'au début XVIIe siècle en France... et les boutoilles, dont parle Bretel, n'étaient que des outres ou des pichets. Quant aux bouchons de liège, ils seraient une invention de Dom Pérignon pour ses vins de Champagne !
Les épices aussi, au Moyen Âge, valaient leur pesant d'or ! Clous de girofle, cannelle, gingembre ou zédoaire, et poivre venaient de fort loin. Quant au miel, qui servait à adoucir et sucrer, pour le récolter des ruches, il fallait en tuer l'essaim ! Épices, dragées (qui feront la réputation de Verdun), fruits secs, autres délices, étaient donc servis, comme le précise Bretel, en fin de soirée, avec les bons vins, avant d'aller se coucher.
Il n'est pas étonnant que les Chiny se soient ruinés en de pareilles festivités !

## Dans les pas de Bretel?
Dans ses descriptions, Jacques Bretel montre qu'il connait bien nombre d'invités qui lui sont déjà très familiers. Et s'il choisit et met en scène dans son Tournoi certains chevaliers, il semble que ce soit pour leur rendre un hommage évident et les remercier de leurs libéralités et de leurs bienfaits.
- En Meuse

Poète itinérant, errant de château en château, Bretel célèbre surtout demoiselles, dames et chevaliers qui l'ont accueilli, reçu et généreusement traité lors de ses étapes sur les chemins qu'il parcourait le long des rives de l'Ornain, dans la vallée de la Meuse, et aux bords de la Chières ou de la Semois. Il vit donc dans les limites de la Meuse actuelle et connait parfaitement les personnalités qu'il présente.
- En Lorraine, Luxembourg, Alsace

Connu et apprécié sur les bords de la Meuse, Jacques Bretel est aussi estimé des grands seigneurs de Lorraine. Il fréquente la cour des Luxembourg où il a connu (selon le manuscrit de Mons) Henri le Blond. Il connait parfaitement la famille de Florange. Il a l'amitié des Briey. Il est protégé des Salm et Salm-Blâmont dont il connait tout l'entourage (les Baissy et les Rosières). Il est au mieux avec les Hattstatt... et a été probablement l'hôte des Bergheim et des Amance qu'il remercie en les immortalisant dans son beau récit du Tournoi.
- Pour suivre les pérégrinations de Jacques Bretel, il est préférable d'utiliser les cartes de Cassini du XVIIIe siècle qui font mention de beaucoup de lieux disparus depuis, et qui sont plus fidèles aux paysages d'avant la Grande Guerre (1914-1918 a considérablement bouleversé certains endroits de la campagne Meusienne). Les distances parcourues sont toujours données en ligne droite, à vol d'oiseau, et arrondies (site conseillé : carte de Cassini et en fin d'article, liens externes : la carte de Cassini superposée à la carte de France de Google Maps).

## De Chauvency à Worringen... et de Worringen à Courtrai!
Les sanglots des deuils allaient bientôt étouffer pour toujours les échos des festivités de Chauvency qui retentissaient encore dans les cours des différents châteaux où étaient retournés les invités de la fête, une fois les Jeux finis, et nombre de chevaliers allaient périr, embourbés et massacrés dans les marais, aux abords de Cologne d'abord... ou, plus tard, à Courtrai.
Le 5 juin 1288, après un engagement prometteur, la bataille de Worringen tournait au désastre et mouraient, piétinés, au champ d'honneur, Henri VI, le Lion, le comte régnant de Luxembourg, Waléran de Ligny-Luxembourg, son frère, ainsi que deux autres frères illégitimes, les bâtards Henri et Baudouin. Leur allié, Waléran de Montjoie-Fauquemont, rescapé de cette déroute, devait se soumettre au duc de Brabant, grand vainqueur de cette journée.
Le 11 juillet 1302, sous les murs de Courtrai, la cavalerie, qui chargeait, allait s'enliser et s'immobiliser lamentablement dans les marécages et la vase de canaux ou fossés gorgés d'eau, où se trouvèrent renversés et désarçonnés par milliers les chevaliers ! La bataille des Éperons d'Or tournait au massacre et la piétaille triomphait de la fleur de la chevalerie ! Parmi les combattants, noyés, assommés ou égorgés, se trouvaient certains champions célébrés à Chauvency. Joffroi d'Âpremont, Baudouin d'Auberchicourt figuraient parmi les victimes ; Pierre de Bauffremont, sire de Removille, réussissait à s'échapper de cet enfer, tandis qu'Étienne II, comte de Sancerre, fuyait et s'enfermait dans Lille avec les débris de l'armée française !
La fête se terminait en tragédie ! Après le glas de Worringen et de Courtrai, le 'Tournoi de Chauvency' allait sombrer dans l'oubli...

## le Calendrier du Tournoi
- 1270 Mort de Saint Louis devant Tunis, lors de sa dernière croisade. Blondel de Luxembourg s'était engagé dans cette expédition.
- 1273 Rodolphe de Habsbourg, roi d'Allemagne.
- 1275 Naissance de Henri VII de Luxembourg, fils de Henri le Lion.
- 1278 Mort d'Ottokar II de Bohême, écrasé par Rodolphe de Habsbourg, à la bataille de Dürnkrut, dans la plaine de Vienne, où chargent aussi Conrad Warnier de Hattstatt et ses 100 chevaliers d'élite.
- 1281 Mort de Blondel de Luxembourg. Henri le Lion lui succède.
- 1282 Vêpres siciliennes : Charles d'Anjou chassé par les Aragonais. Aymon de Faucogney, Milon de Ronchamp et Pierre de Bauffremont volent à son secours dans les Pouilles.
- 1284 Effondrement des voûtes de la cathédrale de Beauvais (48 mètres).
- 1285 Brillante fête chevaleresque, entre Chauvency et Montmédy, immortalisée par Jacques Bretel dans le Tournoi de Chauvency. Mort de Philippe le Hardi, à Perpignan. Philippe le Bel règne...
- 1287 Grande sécheresse : il ne plut pas de tout l'été ; puits et fontaines tarirent.
- 1288 Désastre de Worringen : les Luxembourg et nombre de leurs alliés meurent sur le champ de bataille.
- 1291 Prise de Saint-Jean-d'Âcre : les croisés chassés de Terre Sainte. Les Suisses se liguent contre les Habsbourg.
- 1294 À la cour des Bar, le duc de Brabant, vainqueur de Worringen, au cours d'une joute festive est tué par Pierre de Bauffremont.
- 1298 Le Livre des Merveilles (rédigé en français), de Marco Polo.
- 1302 La chevalerie française, écrasée par la piétaille flamande, lors de la célèbre bataille des Éperons d'Or, à Courtrai. Parmi les morts, plusieurs seigneurs présents à Chauvency.
- 1305-1306 Grande sécheresse durant l'été 1305, suivie, en 1306, d'un printemps et d'un été secs.
- 1307 Faillite bancaire des Buonsignori, 'Rothchild' du XIIIe siècle. Arrestation des Templiers sur ordre de Philippe le Bel.
- 1309 La papauté s'installe à Avignon : début de crise dans l'Église. Le sire de Joinville dicte et publie La Vie de Saint Louis.
- 1312 Jacques de Longuyon compose les Vœux du Paon pour le prince-évêque de Liège, Thiébaut de Bar, compagnon de l'empereur Henri VII.
- 1315 Henri VII de Luxembourg, roi des Romains et du Saint-Empire, meurt lors de son expédition en Italie : fin du rêve impérial. Simon de Marville déplore sa mort dans les Vœux de l'Épervier. Les fantassins suisses écrasent les Habsbourg à Morgarten. Pluies continuelles, récoltes pourries, vie chère, famine et grande mortalité.

## M cc et quatre vins ⱡ v: 1284 ou 1285?
Ainsi se présente, écrite de façon assez sibylline, dans un mélange de chiffres et de lettres, la date du Tournoi, qui peut s'interpréter de 2 manières différentes selon la lecture qu'en font les uns ou les autres.
Au Moyen Âge, le chiffre 4, quand il n'est pas donné en toutes lettres, s'écrit.iv. ou.iiij. ; et c'est sous cette dernière graphie qu'il se rencontre habituellement tout au long du texte dans les manuscrits recopiés une quarantaine d'années après les fêtes de Chauvency. Malheureusement, le même signe 'ⱡ' est également utilisé par les copistes comme abréviation du 'et', un peu comme notre & !
- Jacques Bretel évoque, toujours avec une grande précision, les personnes (qu'il décrit parfois), les lieux, les évènements ainsi que les jours et la date de ces Jeux. Il dit qu'il est à Salm-en-Alsace, le 8 septembre. Et c'est à proximité de là que, pour 'la prochaine saint-Rémi', il donne à Conrad Warnier rendez-vous à Chauvency... où le poète arrivera à son tour, 3 semaines plus tard, en plein 'dimanche de la fête' (la saint-Rémi se célèbre le 1er octobre en Lorraine). Le lundi, 'lendemain de la saint-Rémi', comme il le souligne lui-même, commencent les joutes.
- Delmotte (en 1834) et Hecq (en 1898) lisent, interprètent et retranscrivent ' M cc et quatre vins et v' ; Delbouille (en 1932) écrit 'Mil deus cenz ans et quatre vins et cinq' et prétend, bien qu'il reconnaisse que la saint-Rémi tombe un lundi en 1285, qu'il s'agit de cette année-ci.
- P-Louis Lainé (le premier, en 1844), Léon Germain de Maidy (en 1921) et Louis Schaudel (en 1921 et 1933), constatant que la saint-Rémi tombe un dimanche en 1284, assurent que les fêtes de Chauvency n'ont pu se dérouler que cette année-là.
- Max Prinet écrit (en 1920) que le comte Étienne II de Sancerre (que Bretel cite à plusieurs reprises dans son reportage) guerroyait en Espagne en 1285, ayant pris part à la campagne d'Aragon (Mars-Octobre), qui devait se terminer si lamentablement.
- Selon 'Racineshistoire', à l'article 'lignage des Trazégnies', il est signalé qu'Agnès de Florenville, en 1285, était morte.
- Remarque : À l'époque de Bretel tout se date selon le Calendrier julien, le seul utilisé avant la réforme grégorienne de 1582, qui devait combler le retard et rétablir l'alignement du calendrier avec le soleil (mettant à nouveau en concordance les dates avec les positions de la terre selon le soleil). Le calendrier de Bretel était donc à la dérive et perdait du temps (par rapport au 'temps vrai', il y avait un décalage de 8 jours environ). Le 1er Octobre 1284 ou 1285 devait donc alors coïncider avec l'extrême fin de l'été, juste au moment de l'équinoxe astronomique.

Alors, 1284 ou 1285 ?... La date n'a guère d'importance : 'Les peuples heureux n'ont pas d'Histoire'. Et il semblerait que le pays ait connu, avec les comtes de Chiny qui se sont tenus à l'écart des guerres, des troubles et des conflits, d'heureux moments de paix et de sécurité, propices à un relatif bonheur et à une certaine prospérité. Et la seule grande bataille qui se livra alors entre Montmédy et Chauvency, ce fut sous forme d'un tournoi.

## Sources
MANUSCRIT du TOURNOI
- Oxford University Libraries Collections Spéciales LUNA : Douce 308

Browse Medieval and Renaissance Manuscripts. 4 pages consacrées au manuscrit Douce 308, avec nombreuses photos du manuscrit enluminé, comprenant, entre autres, toutes les miniatures ornant le texte du Tournoi de Chauvency.
BLASONS
- Jacques Bretel : Le Tournoi de Chauvency, 1285 (manuscrits de Mons et d'Oxford).
- Henri et Philibert Delmotte : Les Tournois de Chauvenci, par Jacques Bretex. Valenciennes 1834.
- Gaëtan Hecq : Jacques Bretex ou Bretiaus. Le Tournoi de Chauvency. Mons 1898.
- Maurice Delbouille : Le Tournoi de Chauvency, Liège-Paris 1932.
- Early Rolls of Arms : Armoriaux du XIIIe siècle (Vermandois, Wijnbergen, Chifflet-Prinet, Bigot, Heralds, Camden, Walford, Galloway).
- Armorial de Franche Comté par Jules & Léon Gauthier (des Archives Doubs-Côte d'Or & des Archives Nales) H. Champion Ed. Paris 1911.
- Armorial de France composé à la fin du XIIIe ou commencement du XIVe, publié par Max Prinet, Librairie ancienne Honoré Champion éditeur, Edouard Champion, 5 Quai Malaquais, Paris VIe (1920 ?)
- Armorial de l'ancien duché de Luxembourg
- Armorial du Pays de Luxembourg : J-C Loutsch, de l'Académie internationale d'Héraldique. 1974. Ministère des Arts & des Sciences. Imprimerie St Paul Société Anonyme Luxembourg.
- Note sur le cri d'armes de la Maison de Lorraine. Max Prinet (extrait du Bulletin mensuel de la Société d'Archéologie Lorraine).
- Dominique Henriot-Walzer : Dictionnaire du Tournoi de Chauvency, 1285 (ouvrage à paraitre).

FAMILLES
- Mathias Auclair : La famille et la seigneurie d'Apremont des origines au début du XIVe siècle. Politique lignagère et ambitions comtales en Lorraine. Thèse soutenue en 1999.
- Les Premiers Seigneurs d'Apremont. Geoffroi 1er d'Apremont seigneur d'Aspremont et de Dun, né en 1162, etc. : users.skynet.be/...
- P-L Lainé : Archives généalogiques et historiques de la noblesse de France, 1844 (Généalogie de la maison de Briey, en tirage à part, 140 pages)
- Léon Germain de Maidy : Sur la dame de Boinville et le tournoi de Chauvency (1284). Bulletin de la Société d'Archéologie lorraine, 1921, pages 107-112.
- L'abbaye de Saint-Sauveur-en-Vosges, Mille ans d'histoire (sous la direction de Catherine Guyon & Cédric Andriot) Annales de l'Est no  spécial 2010 chapitres sur les comtes de Salm (par Dominique Dantand) pages 157-174 et les comtes de Blâmont (par Jimmy Coster) pages 175-188. avec tableaux généalogiques correspondants (réalisés par Fabienne Henryot).
- Comte Claude de Briey : Histoire des Briey, notices familiales, 1992 D/1992/6403/1. Imprimé en Belgique.
- Racineshistoire.free.fr (très intéressantes généalogies des grandes familles de la noblesse)

VINS
- Marcel Lachiver : Vins, vignes et vignerons, Histoire du vignoble français (Paris, Fayard 1988).
- A. Henry : Le Jeu de Saint Nicolas de Jehan Bodel. Introduction, édition, traduction, notes, glossaire complet, tables Bruxelles, Presses Universitaires ; Paris, P.U.F., 1962 (nombreuses notes très riches sur les vins au Moyen Âge).
- Larousse de vins, librairie Larousse, 1970.

MINIATURES
- Tournoi de Chauvency, Bodleian Library, Oxford, MS Douce 308.
- Bréviaire d'été de Renaud de Bar, Metz vers 1302-1305, Verdun Bibliothèque Municipale, manuscrit 107.
- Bréviaire d'hiver de Renaud de Bar, évêque de Metz, British Library, Manuscrit Yates Thompson 8.
- Pontifical for Renaud de Bar, Bishop of Metz, Cambridge, Fitzwilliam Museum, MS. 298.
- Pontifical de Renaud de Bar, Part II, Prague, University Library, MS. XXIII. C.120.

DATE
- Louis Schaudel : Sur la date du Tournoi de Chauvency. Bulletin de la Société des Naturalistes et Archéologues du Nord de la Meuse, 45e année, no 2, 2e trimestre 1933, pages 29–33.

## Études
- Émile Duvernoy & René Harmand : Le tournoi de Chauvency en 1285. Étude sur la société et les mœurs chevaleresques au XIIIe siècle. Berger-Levrault Paris-Nancy 1905. (youscribe.com)
- Nancy Freeman Regalado : Picturing the story of Chivalry in Jacques Bretel's Tournoi de Chauvency (Oxford, Bodleian Library, Ms Douce 308). Published in 'Tributes to Jonathan J.G. Alexander : Making and meaning in the Middle Âges and the Renaissance'. Eds Susan L'Engle and Gerald B. Guest. London : Harvey Miller-Brepols, 2006, p. 341-52.
- Lettres, musique et société en Lorraine médiévale : le Tournoi de Chauvency : les ailes des chevaliers, et l'ordre d'Oxford (Ms Oxford Bod. Douce 308). Eds Mireille Chazan Nancy Freeman Regalado & R. Müller
- Inès Leroy : Le tournoi de Chauvency: Mise en scène d'une société dans un récit poème. Louvain-La-Neuve Année académique 2000-2001
- Laurence Delobette : La noblesse comtoise au Tournoi de Chauvency. (exposé pour le colloque de Metz, février 2007).
- Robert Maaswinkel : Le tournoi de Chauvency (pages 219-228) in Monatsblätter des Geschichts-und Museumsvereins 10 oktober 2005 41. Jahrgang (40 Jahre ZVS) 'Zwischen Venn und Schneifel' Zeitschrift für Geschichte Brauchtum und Kultur. Sankt Vith, 2005
- Lettres, musique et société en Lorraine médiévale. Autour du Tournoi de Chauvency. Édité par Mireille Chazan et Nancy Freeman Regalado. Droz Publications Romanes et Françaises. 2011